# Lista de inventores mortos pelos próprios inventos

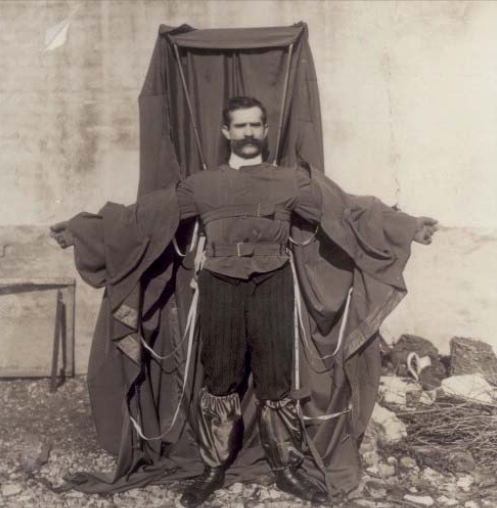
Franz Reichelt, morto em 1912 ao saltar da Torre Eiffel usando este dispositivo como paraquedas

Esta é uma lista de inventores cuja morte foi de alguma forma causada ou relacionada a um produto, processo, procedimento ou outra inovação inventada ou projetada por eles.

## Vítimas diretas

### Automobilismo
- William Nelson (c. 1879−1903), funcionário da General Electric, inventou uma nova maneira de motorizar bicicletas, e acabou morrendo ao cair de seu protótipo durante uma corrida de teste.[1]

### Aviação
- Ismail ibn Hammad al-Jawhari (c. 1003–1010), um estudioso turco e muçulmano de Farab, tentou voar usando duas asas de madeira e uma corda, pulando do telhado de uma mesquita em Nixapur.[2]

- Otto Lilienthal (1848–1896), morreu após cair de uma de suas asas-delta.[3]

- Franz Reichelt (1879–1912), um costureiro austríaco, morreu ao saltar da Torre Eiffel enquanto testava seu invento, o casaco-paraquedas. Para seu primeiro (e último) experimento com o paraquedas, ele disse às autoridades que usaria um boneco de testes.[4]

- Henry Smolinski (1973) morto durante um voo experimental do AVE Mizar, um carro voador baseado no Ford Pinto e o único produto de sua empresa.[5]

- Aurel Vlaicu (1882–1913) morreu quando o Vlaicu II, avião construído por ele, caiu durante uma tentativa de cruzar os Cárpatos.[6]

- Michael Dacre (2009) morreu enquanto testava um protótipo de táxi voador projetado para reduzir o custo e tornar mais rápidas as viagens entre cidades vizinhas.[7]

### Química
- Marie Curie (1867–1934) inventou o processo de isolar o rádio após codescobrir os elementos radioativos do rádio e do polônio. Ela morreu de anemia aplásica como consequência da exposição prolongada à radiação ionizante que emanava de seus materiais de pesquisa. Os riscos da radiação não eram bem conhecidos na época.[8]

### Medicina
- Thomas Midgley (1889–1944) engenheiro e químico norte-americano que contraiu poliomielite aos 51 anos, o que o deixou gravemente incapacitado. Ele arquitetou então um elaborado sistema de cordas e roldanas para ajudar os outros a levantá-lo da cama. Este sistema acabou sendo a eventual causa de sua morte, quando ele ficou acidentalmente preso nas cordas e foi estrangulado. Midgley é mais conhecido pelo desenvolvimento não só do chumbo tetraetila (TEL), um aditivo da gasolina, como também do clorofluorcarbono (CFC).[9]

### Ferrovia
- Valerian Abakovsky (1895–1921) construiu o aerovagão, uma locomotiva de alta velocidade acoplada a um motor aeronáutico com tração a hélice. Em 24 de julho de 1921, Abakovsky, acompanhado por um grupo liderado por Fyodor Sergeyev, levou o aerovagão de Moscou a Tula para testes. Chegaram em segurança a seu destino, mas na viagem de volta a locomotiva descarrilou em alta velocidade, matando seis de 22 tripulantes, incluindo Abakovsky.[10]

### Indústria
- William Bullock (1813-1867) inventou a prensa de impressão rotativa.[11][12] Anos depois, seu pé foi esmagado enquanto instalava uma nova máquina na Filadélfia. O pé esmagado desenvolveu gangrena, e Bullock morreu durante a amputação.[13]

### Métodos de punição
- Li Si (208 a.C), primeiro-ministro chinês, foi executado pelo método conhecido como "as cinco dores", que ele próprio desenvolvera.[14]

- James Douglas, IV Conde de Morton (1581), executado em Edimburgo na donzela escocesa, mecanismo, semelhante à guilhotina, que ele havia introduzido na Escócia enquanto regente.[15]

### Navegação
- Stockton Rush (1962-2023), co-fundador e CEO da OceanGate, morreu na implosão do submersível Titan construído por sua empresa.[16]

## Mitos populares
- Perilo de Atenas (c. 550 aC), segundo a lenda, foi o primeiro a ser torrado pelo touro de bronze que desenvolvera para Falaris da Sicília para a execução de criminosos, embora ele tenha sido retirado do mecanismo antes de morrer.[17]

- Joseph-Ignace Guillotin (1738-1814) apesar de não ter inventado a guilhotina, seu nome tornou-se um epônimo para ela.[18] Ao contrário dos boatos que dizem que ele foi executado por este instrumento, referências históricas mostram que ele morreu de causas naturais.[19]